# Dobrinci (Serbia)
Dobrinci (cyr. Добринци) – wieś w Serbii, w Wojwodinie, w okręgu sremskim, w gminie Ruma. W 2011 roku liczyła 1549 mieszkańców.